# Mamadou Ba Camara
Mamadou Ba Camara, né le 16 mars 1984 en Guinée, est un footballeur guinéen. Il joue au poste d'attaquant.
En 2006, il réalise une saison remarquable et se classe meilleur buteur de la Botola Pro, il est également le premier footballeur étranger africain à gagner le titre de meilleur buteur au championnat marocain.

## Biographie
Mamadou Ba Camara joue en Belgique, au Maroc, et en Arabie saoudite.
Il participe à la Ligue des champions d'Afrique avec le club de Khouribga.